# Hertwigia falcifera
Hertwigia falcifera är en svampdjursart som beskrevs av Schmidt 1880. Hertwigia falcifera ingår i släktet Hertwigia och familjen Euplectellidae. Inga underarter finns listade i Catalogue of Life.